# Lista de seriale de televiziune animate din 2012
| Titlu                              | Episoade | Continentul original | Anul         | Canalul original | Note |
| ---------------------------------- | -------- | -------------------- | ------------ | ---------------- | ---- |
| Fugget About It                    | 13       | Canada               | 2012         | Teletoon         |      |
| Total Drama: Revenge of the Island | 13       | Canada               | 2012         | Teletoon         |      |
| Dufan Defender                     | 26       | Indonesia            | 2012–present | Ancol Dreamlight |      |
| Accel World                        |          | Japan                | 2012         | Tokyo MX, MBS    |      |
| Acchi Kocchi                       |          | Japan                | 2012         | TBS              |      |